# Jerzy (Ławrow)
Jerzy, imię świeckie Gierasim Dmitriewicz Ławrow (ur. 28 lutego 1867 lub 1868 w Jeleckim (gubernia orłowska), zm. 21 czerwca 1932 w Niżnym Nowogrodzie) – święty mnich prawosławny, nowomęczennik. 

## Życiorys
Urodził się w religijnej rodzinie chłopskiej. Jego wykształcenie ograniczało się do trzech klas szkoły parafialnej. W wieku 12 lat udał się razem z rodzicami na pielgrzymkę do Pustelni Optyńskiej, gdzie starzec Ambroży pobłogosławił go i stwierdził, że powinien zostać w monasterze. Gierasim Ławrow wstąpił jednak do klasztoru dopiero w 1898, po śmierci ojca. Po rocznym nowicjacie złożył w Pustelni Optyńskiej śluby zakonne, przyjmując imię Jerzy. W 1902 został hieromnichem, zamieszkując w podległym pustelni skicie św. Jana Chrzciciela. Ze względu na konflikt z przełożonym skitu, mnichem Warsonofiuszem, opuścił Pustelnię Optyńską i trafił do monasteru św. Jerzego w Mieszczowsku. W 1915 został jego przełożonym i pełnił tę funkcję do likwidacji wspólnoty w grudniu 1918.
Oskarżony przez bolszewików o udział w spisku antypaństwowym i ukrywanie broni na terenie klasztoru, został uwięziony w Kałudze i skazany na rozstrzelanie. Wykonanie wyroku zostało jednak odroczone, a następnie zamienione na 5 lat pozbawienia wolności. Do 1921 przebywał w więzieniu tagańskim w Moskwie w izolatce. Znacznie podupadł na zdrowiu i musiał przejść operację, po której więzienny doktor przysposobił go do wykonywania obowiązków sanitariusza. W więzieniu odwiedził go również metropolita Cyryl (Smirnow), który pobłogosławił go dla sekretnego wykonywania zadań mnicha-starca. 
Po odbyciu wyroku mnich Jerzy spotkał się z biskupem Teodorem (Pozdiejewskim), który umożliwił mu zamieszkanie w Monasterze Daniłowskim w Moskwie i prowadzenie tam działalności starca. Mnich Jerzy zyskał znaczną popularność wśród wiernych; wśród osób przybywających na spotkania z nim był również m.in. biskup Tadeusz (Uspienski). Zabierał również głos w sprawach Kościoła. Po ogłoszeniu przez metropolitę moskiewskiego Sergiusza Stragorodskiego deklaracji lojalności wobec władz stalinowskich opowiedział się po stronie tej części duchowieństwa, która poparła metropolitę, przeciwko nie wspominającym (wbrew stanowisku biskupa Teodora). Podkreślał szkodliwość dalszych podziałów w Kościele dla jego funkcjonowania w ateistycznym państwie. 
W maju 1928 został aresztowany pod zarzutem prowadzenia propagandy antyradzieckiej i przynależności do „czarnosecinnego monasteru”. Skazany na trzy lata zesłania, odbywał karę we wsi Kara-Tiube (dzisiejszy Kazachstan), gdzie zachorował na raka krtani. Dożył dnia zakończenia wyroku i 21 czerwca 1932 zmarł w Niżnym Nowogrodzie. 
W sierpniu 2000 kanonizowany jako jeden z Soboru Świętych Nowomęczenników i Wyznawców Rosyjskich. Od października tego samego roku jego relikwie są czczone w Monasterze Daniłowskim.